# Volo Spantax 275
Il volo Spantax 275 era un volo charter da Tenerife, Isole Canarie (Spagna), a Monaco di Baviera, Germania. Il 3 dicembre 1972, il Convair 990 Coronado operante il volo precipitò pochi secondi dopo il decollo dall'aeroporto di Tenerife-Nord, provocando la morte di tutti i 155 a bordo. Molti passeggeri erano turisti della Germania Ovest di ritorno a casa.

## L'aereo
Il velivolo coinvolto era un Convair 990 Coronado, marche EC-BZR, numero di serie 30-10-25. Prima di entrare nella flotta di Spantax, aveva operato per American Airlines (1962-1967, 1968-1969, 03/1972-05/1972), Internord (1967-1968) e Middle East Airlines (1969-03/1972). Al momento dell'incidente, l'aereo aveva circa 10 anni.

## L'incidente
Il volo decollò alle 06:45 in condizioni di visibilità quasi zero e si schiantò poco dopo, 325 metri (1 066 ft) oltre la fine della pista. All'altitudine di 91 metri (299 ft), il pilota effettuò una brusca virata e perse il controllo, provocando lo schianto dell'aeromobile a causa dell'insolita manovra. Anche la perdita di consapevolezza situazionale dell'equipaggio in condizioni di scarsa visibilità fu considerata un fattore contributivo. Tutte le 155 persone a bordo rimasero uccise.
A quel tempo, l'incidente era quello con più vittime nella storia dell'isola di Tenerife, superato dalla collisione dei due Boeing 747 avvenuta cinque anni dopo. Il volo Spantax 275 rappresenta l'ottava perdita e l'incidente con più vittime che ha mai coinvolto un Convair 990 Coronado.